# Пуровский мост
Пуровский мост — автомобильный мост через реку Пур на автодороге Коротчаево — Тазовский, расположенный в непосредственной близости к посёлку городского типа Уренгой Пуровского района Ямало-Ненецкого автономного округа России. Проезд по мосту платный.

## История
До строительства постоянного моста движение автотранспорта через реку Пур выполнялось по понтонно-мостовой переправе. В период весеннего ледохода и осеннего ледостава сообщение между берегами отсутствовало:6—7. Для создания надежной транспортной связи районов нефтегазодобычи с южной частью автономного округа было принято решение о строительстве постоянного моста. 
В соответствии с Распоряжением Правительства Ямало-Ненецкого автономного округа от 15 декабря 2014 г. № 419-р «О заключении концессионного Соглашения в отношении автомобильной дороги общего пользования регионального или межмуниципального значения Ямало-Ненецкого автономного округа «Коротчаево-Красноселькуп», в том числе, моста через р. Пур» был проведен конкурс на право заключения концессионного соглашения. По итогам конкурса концессионное соглашение было заключено с ООО «Региональная инфраструктурная компания». Инвестиции в проект составили около 10 миллиардов рублей. Региональная инфраструктурная компания будет в течение 15 лет окупать вложенные в него средства, получая плату за проезд с дальнобойщиков, перевозящих грузы для нужд нефтегазовых компаний на Гыданский полуостров Ямала и Ванкорский кластер в Красноярском крае.
Работы по строительству моста начались в декабре 2018 году. Генеральным подрядчиком выступило АО «Мостострой-11», генеральным проектировщиком — АО «Ленпромтранспроект». Пролёты с 2 по 10 собирались на стапеле на левом берегу реки и монтировались с помощью продольной надвижки, береговые пролеты 1-2 и 10-11 монтировались полунавесным способом. В июне была завершена финальная надвижка, в августе закончены работы по монтажу береговых пролётов.
Открытие движения по мосту состоялось 16 октября 2020 года в присутствии губернатора Ямало-Ненецкого автономного округа Д. А. Артюхова.

## Конструкция
Общая длина мостового перехода составляет 2716 м, включая сам мост (1023 м) и участки подходов (1697 м). Длина моста по задним граням устоев 1023 м.
Основание всех опор свайное из металлических неизвлекаемых труб 1420x16 мм, частично заполненных армированным бетоном, объединенных поверху монолитным ростверком высотой 2,5 м. Крайние опоры приняты обсыпного типа. Надфундаментная часть состоит из двух монолитных железобетонных стоек переменного прямоугольного сечения. Поверху стойки объединены железобетонным монолитным ригелем. Промежуточные опоры сборно-монолитные массивные. Тело опор в пределах уровня ледохода имеет обтекаемую форму и состоит из контурных блоков из морозостойкого железобетона, выполняющих роль облицовки, с монолитным армированным ядром заполнения. Верхняя часть тела опор монолитная:60—62.
Пролётное строение коробчатое металлическое неразрезное по схеме 84,0 + 8x105,0 + 84,0 м. В поперечном сечении состоит из двух двутавровых балок, объединённых четырьмя блоками верхней ортотропной плиты автопроезда и блоком нижней ребристой плиты. Расстояние между балками поперек моста 6,6 м. Ортотропная плита автопроезда состоит из листа настила толщиной 14 мм, продольных ребер полосового сечения, расположенных поперек моста с шагом 300—310 мм и поперечных балок таврового сечения высотой 732 мм, расположенных с шагом вдоль моста 3,0 м:59. Пролётные строения изготавливаются в северном А исполнении (расчетная минимальная температура ниже -40 °С до -50 °С). Все заводские соединения сварные, монтажные — болтосварные на высокопрочных болтах:6—7. Пролёты моста обеспечивают судоходный габарит 100 х 10,5 м:56—57.
Мост предназначен для движения автотранспорта. Габарит проезжей части Г-10. Проезжая часть моста включает в себя 2 полосы для движения автотранспорта. С двух сторон проезжей части устроены служебные проходы шириной 0,75 м. Тротуары отделены от проезжей части металлическим барьерным ограждением высотой 1,1 м. Покрытие проезжей части — асфальтобетон. Перильное ограждение из композитного материала:66. На левом берегу реки расположен пункт взимания платы и весогабаритного контроля:39.